# Acanthodica frigida
Acanthodica frigida là một loài bướm đêm thuộc họ Noctuidae. Loài này có ở Brasil.